# Сапёрная (станция)
Сапёрная — железнодорожная станция Санкт-Петербургского отделения Октябрьской железной дороги в посёлке Сапёрный Колпинского района Санкт-Петербурга.
Находится в 26 км от Московского вокзала на линии Санкт-Петербург — Мга.
На станции одна платформа.